# Muisjes
Muisjes sunt o gustare pentru pâine prăjită făcută din semințe de anason și granulate cu un strat de zahăr roz, albastru sau alb. Muisjes pot fi consumați sub formă de granule (de echte muisjes) sau măcinați fin, numiti gestampte muisjes.

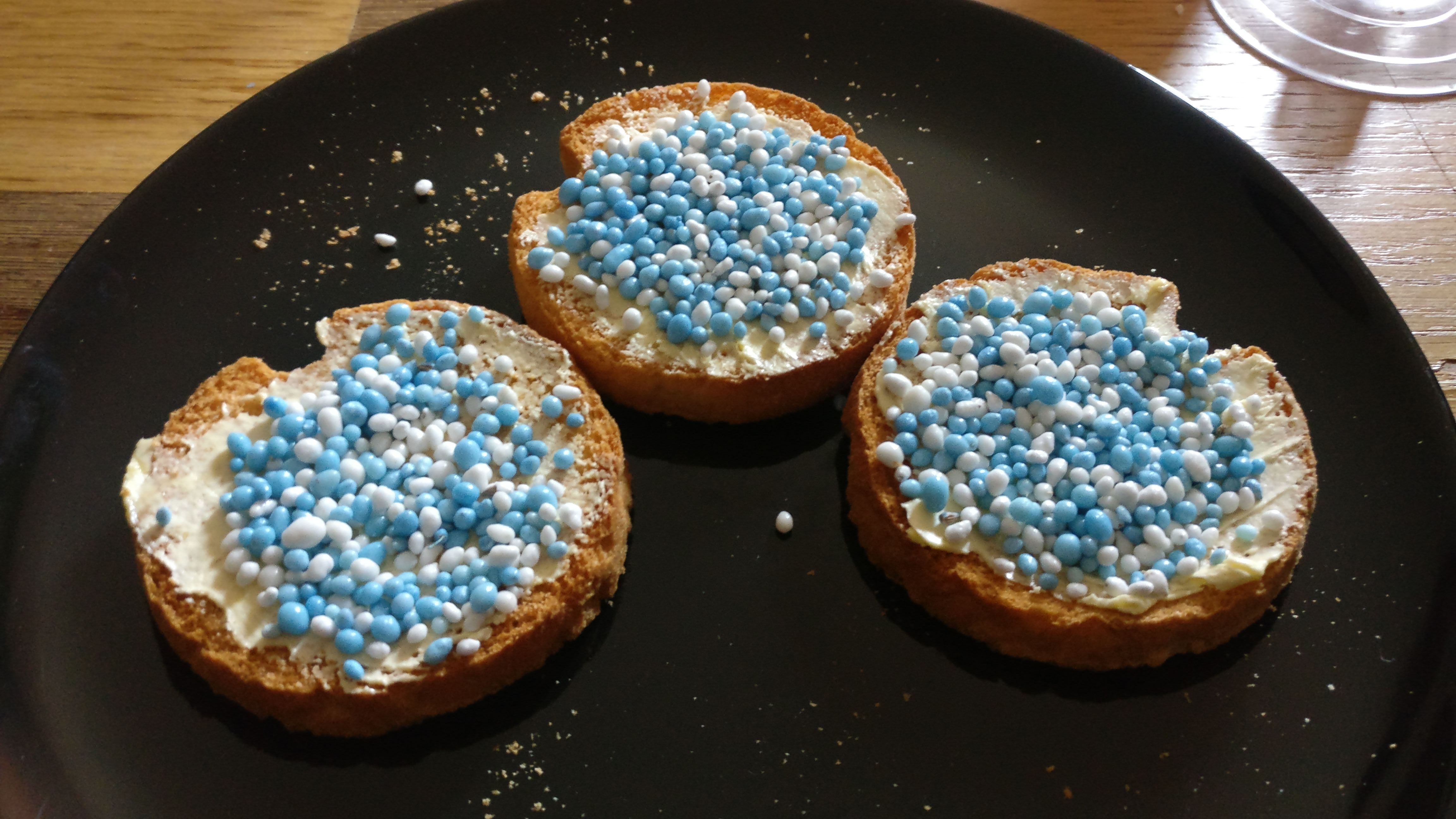
Muisjes albastre, servite de obicei mamelor care tocmai au născut un copil de gen masculin

## Muisjes
Numele de muisjes provine de la forma semințelor de anason, care, cu corpul său oval și coada lungă, seamănă cu un șoarece (muis în neerlandeză), iar șoarecele obișnuia să fie considerat un simbol al fertilității. În Țările de Jos, muisjes au fost și sunt mâncați în principal după nașterea unui copil, binecunoscutul beschuit met muisjes. În alte țări acest obicei este complet necunoscut. Marca verbală „Muisjes” este o marcă comercială înregistrată a Koninklijke De Ruijter B.V.

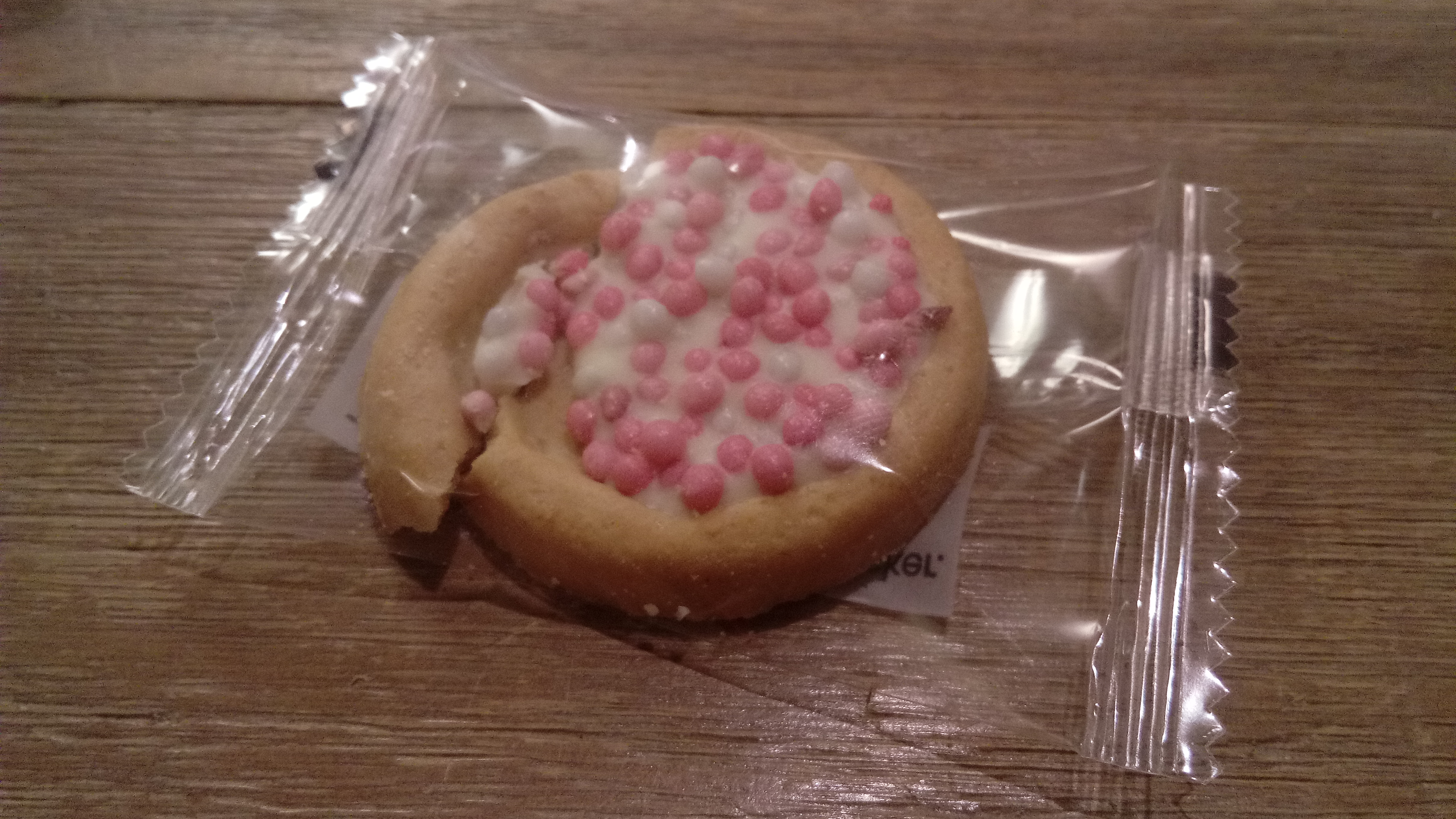
Muisjes roz, servite de obicei mamelor care au născut un copil de gen feminin

## Producție
Semințele de anason folosite la fabricarea muisjes provin în principal din Spania . Se cerne mai întâi înainte de prelucrare. Toate particulele de praf și murdărie și semințele care sunt prea mari sau prea mici sunt îndepărtate. După cernere, sămânța este pusă în ibrice mari, rotunde, de cupru. Acestea sunt așa-numitele tigăi de acoperire care pot ține 50 de kilograme. Aceste tigăi înclinate se rotesc și sămânța de anason este pulverizată cu suikerwater, o soluție apoasă de zahăr, sirop de glucoză și zahăr pudră . Acest lucru asigură că zahărul pudră se lipește de sămânță. Temperatura ridicată face ca apa să se evapore, lăsând zahărul în urmă, formând astfel un strat de zahăr. Acest proces se repetă de multe ori până când stratul de zahăr este suficient de gros. Partea finală a procesului de producție este colorarea și strălucirea șoarecilor. Ceara de Carnauba este folosită pentru luciu. Acidul carminic este folosit ca agent de colorare pentru muisjes roz, iar indigotina pentru șoarecii albaștri. După colorare și strălucire, muisjes trebuie să fie uscați . Produsul intră apoi în camera de uscare timp de 36 de ore, astfel încât stratul de zahăr să devină tare și crocant. În cele din urmă, ei sunt ambalați cu ajutorul unor mașinării.

## Origine
Practica scufundării anasonului în zahăr datează din secolul al XVI-lea . În cercurile burgheze nobile și bogate ale Franței, oamenii mâncau anason, fenicul și coriandru, confiate în zahăr pentru a fi mai ușor de digerat . De asemenea, de exemplu, fistic, bucăți de scorțișoară, lămâie, mosc și alte rădăcini parfumate și aromate au fost apoi murate sau acoperite cu un strat foarte dur de zahăr.

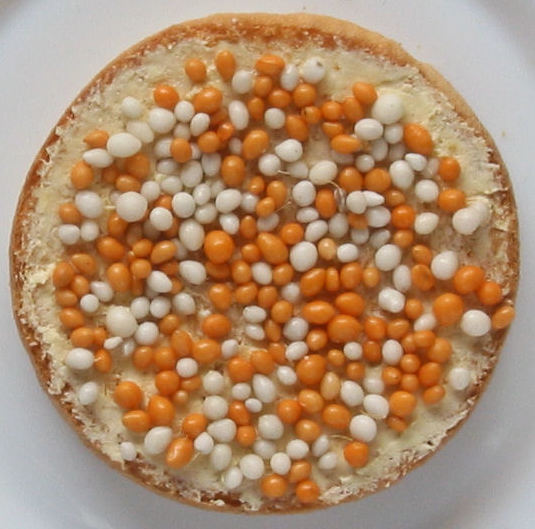
Muisjes portocalii (Oranje muisjes), servite de Koningsdag (Ziua de naștere a Regelui Țărilor de Jos)